# Hiraga Gennai
Hiraga Gennai (平賀 源内; 1728. – 1780. január 24.) Edo-korabeli japán gyógyszerész, orvos, geográfus, író, költő, festő és feltaláló volt, a rangaku, vagyis a holland tudományok követője. Az elekiter (elektrosztatikus generátor), a kandankei (hőmérő) és a kakanpu (azbeszt ruha) feltalálójaként, valamint az "A Szellentésről" című szatirikus esszé írójaként ismert.
Szegény szamuráj családba született, apja Siraisi Mozaemon volt, anyja a Jamasita klánból származott. Számos testvére volt. Igazi neve Kunitomo, de számos írói álnevet használt, például Fúraiszan Dzsin, Kjúkei, Tendzsiku rónin, és Fukucsi Kigai. Ezek mellett azonban Gennai néven vált leginkább ismertté.

## Élete
Szanuki tartomány Szangava kerületében született, a mai Kagava prefektúrában. A Hiraga klán egy elszegényedett katonacsalád volt, eredetileg Sinano tartományban éltek. A Hadakozó fejedelemségek korában Hiraga Gensin Takeda Nobutora és fia, Harunobu által súlyos vereséget szenvedett el, így az akkoriban még erős klánt Mucu tartományba költöztették a Date család fennhatósága alá, ahol felvették a Siraisi családnevet. Innen később Sikokura költöztek, ahol földművelőként éltek tovább.
Már fiatal korától kezdve falitekercsekre festett, az ő nevéhez fűzhető a "Omiki Tenshin" című festmény is. 13 éves korától kezdve gyógyszerészetet és konfucianizmust tanult. Emellett tagja volt egy haikaiokat, vagyis rövid, humoros, gyakran pajzán verseket író csoportnak is. Apja 1748-as halála után a han szolgálatába állt és raktárőr lett. 1752-ben egy évre Nagaszakiba utazott, ahol gyógyszerészetet, orvostudományt, olajfestészetet, és holland nyelvet tanult. Innen visszatérve otthagyta a szolgálatot, majd húgának férjet keresett, akit megtett családfőnek.
Oszakában és Kiotóban is tanult, majd 1756-ban Edóba ment, és Tamura Ranszui tanítványaként gyógyszerészetet kezdett tanulni. Második nagaszaki-i tanulmányi útja során kezdett érdeklődni a bányászat és a kohászat iránt. 1761-ben Izu tartományban érclelőhelyre bukkant, melynek kitermelését saját maga felügyelte. Gyakran nyitott kiállításokat, és ez idő tájt figyelt fel rá a sógunátus tanácsának egyik tagja, Tanuma Okucugu. 1759-ben ugyan újra kinevezték a Takamacu han hűbérurává, 1761-ben Edoba utazása előtt ismét lemondott róla. Ekkor büntetést szabtak ki rá, melynek értelmében nem állhatott más családok szolgálatába sem. 1762-ben ötödik kiállítását Jusimában, Edoban nyitotta meg "Tokiói Gyógyszerkiállítás" néven. Edoban eközben egyre híresebb lett, és összebarátkozott Szugita Genpakuval és Nakagava Dzsunannal.
Érdeklődött a holland természettudományok iránt, és bár igyekezett nyugati könyveket szerezni, Gennai nem tudott jól hollandul, ezért gondjai voltak a könyvek értelmezésével. Az irodalmi életben is részt vett, számos ponyvaregényt írt meg. A Meiva korszakban ipari tevékenységet is elkezdett folytatni. 1766-tól kezdve a Muszasi tartományban élő Akimoto Szuketomo felkérésére bányát nyitott az Okucsicsibu hegyekben (a mai Csicsibu város vízesése környékén), ahol többek között azbesztre is bukkant. Az itt kitermelt szenet az arakavai hajógyárban használták fel. Az épületet, ahol Gennai megszállt, ma "Gennai Palota" néven is ismerik. 1773-ban Szatake Josiacu a Deva tartományba hívatta, ahol megbízta az érckitermelés irányításával.
1776-ban Nagaszakiban egy sérült elekiterhez jutott, amit később megjavított, majd sajátot is készített. Három évvel később átköltözött Hasimoto városba. Elvállalta a daimjó kastélyának felújítását, majd egy alkalommal ittas állapotban tévedésből két ácsot vádolt meg a tervrajzok ellopásával, akiket halálosan meg is sebzett. Börtönbe vetették, majd január 24-én, 52 évesen, tetanuszban halt meg. Holttestéről Hedzucu Tószaku gondoskodott. Szugita Genpaku ugyan rendezett neki temetést, de mivel nem kapott sóguni engedélyt, ezért a holttest és sírkő nélkül temették el. Ezzel szemben egyes vélemények szerint azonban a gyilkosság után elmenekült, és életét rejtőzködve élte le, de erre azonban nincsenek egyértelmű bizonyítékok.

## Találmányai

### Elekiter
Az elekiter (エレキテル, ’erekiteru’) egy 18. századi holland találmány, mely a súrlódást felhasználva elektromos töltéseket generál és tárol. Ez egy fából készült szerkezet, melyben egy üveglapon kívülről egy kart forgatva súrlódással feszültség termelődik és ezt egy rézdrót vezeti ki a gépből. Gennai egy sérült elekitert tudott csak szerezni, melyet, bár szakmai tudása nem volt, szerencsésen megjavított és ez alapján sajátot volt képes építeni. Emellett számára nem volt ismeretes az elektromosság valódi természete, azt csupán kozmikus erőnek, a jin és jangnak, vagy más hasonló erőnek tulajdonította.

### Kakanpu
Azbesztből képes volt tűzálló ruhát készíteni. Maga a tűzálló ruha már korábban is ismeretes volt Japánban, kínai kereskedők jóvoltából, ám ennek ellenére a Gennai által készítettek még mindig az újdonság varázsával hatottak az emberekre. A ruha japán neve, a kakanpu (火浣布, ’kakanpu’) magyarra fordítva „tűzben mosható ruha”, utalva ezzel arra a korabeli „reklámszövegre”, hogy bármilyen koszos is, csak tűzbe kell dobni és leég róla a kosz.

## Bibliográfia
- 小田, 晋 (2001), 歴史の心理学 日本神話から現代まで, 日本教文社, ISBN 4-531-06357-0
- 埼玉新聞 「源内秩父を行く」（2009.）
- Suzuki, Kazuyoshi (2006) Edo Technology (Japanese: 見て楽しむ江戸のテクノロジー), Suuken Publishing, ISBN 4-410-13886-3